# Николаенков, Александр Игнатьевич
Александр Игнатьевич Николаенков (1920—1943) — старший лейтенант Рабоче-крестьянской Красной Армии, участник Великой Отечественной войны, Герой Советского Союза (1943).

## Биография
Александр Николаенков родился 2 апреля 1920 года в Смоленске. После окончания семи классов школы работал слесарем. Параллельно с работой занимался в аэроклубе. В 1938 году Николаенков был призван на службу в Рабоче-крестьянскую Красную Армию. В 1940 году он окончил Одесскую военную авиационную школу пилотов. С начала Великой Отечественной войны — на её фронтах.
К апрелю 1943 года старший лейтенант Александр Николаенков был заместителем командира эскадрильи 760-го истребительного авиаполка 261-й смешанной авиадивизии 7-й воздушной армии Карельского фронта. К тому времени он совершил 229 боевых вылетов, принял участие в 28 воздушных боях, сбив 8 вражеских самолётов лично и ещё 23 — в составе группы.
4 июля 1943 года в бою самолёт Николаенкова был подбит, а сам лётчик получил тяжёлые ранения, от которых скончался 7 июля 1943 года. Похоронен на воинском кладбище в посёлке Лоухи в Карелии.
Указом Президиума Верховного Совета СССР от 24 августа 1943 года за «образцовое выполнение боевых заданий командования на фронте борьбы с немецкими захватчиками и проявленные при этом мужество и героизм» старший лейтенант Александр Николаенков был удостоен высокого звания Героя Советского Союза. 
К моменту гибели Александр Николаенков выполнил около 250 боевых вылетов, провёл более 30 воздушных боёв, сбил лично 10 и в составе группы 23 самолёта противника.
Также был награждён орденами Ленина (28.04.1943) и Красного Знамени (12.10.1942).